# آیاهواسکا

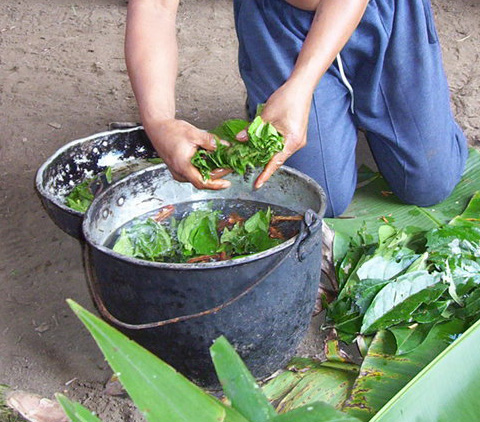
آماده‌سازی آیاهواسکا در منطقه ناپو در اکوادور

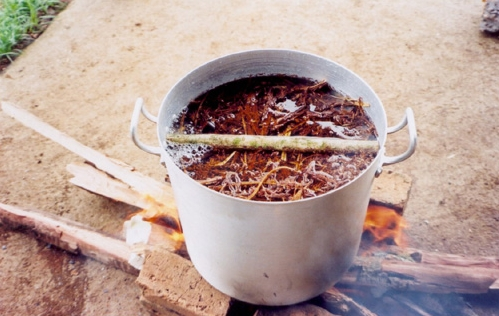
پختن بی. کاپی برروی آتش

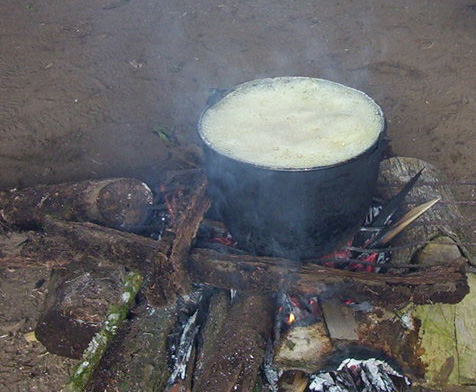
پختن آیاهواسکا در منطقه ناپو در اکوادور

آیاواسکا (به انگلیسی: Ayahuasca) به دمنوشی روان‌گردان متشکل از چند گیاه مختلف گفته می‌شود که سال‌هاست در بین ساکنان آمازون به عنوان معجونی شفابخش در درمان بیماری‌ها یا برای تجربهٔ حس‌های معنوی و خلسه استفاده می‌شود. روان‌گردان اصلی و قدرتمند موجود در این معجون دی‌متیل‌تریپتامین یا همان دی‌ام‌تی است. این معجون در صورت خورده شدن در بدن توسط آنزیم مونوآمین اکسیداز تجزیه و غیرفعال می‌شود بنابراین در این معجون گیاهی حاوی بازدارنده‌های مونوآمین اکسیداز (MAOi) وجود دارد و به این ترتیب این معجون فعال می‌شود و اثرات روان‌گردان خود را به‌جای می‌گذارد.

## اثرات

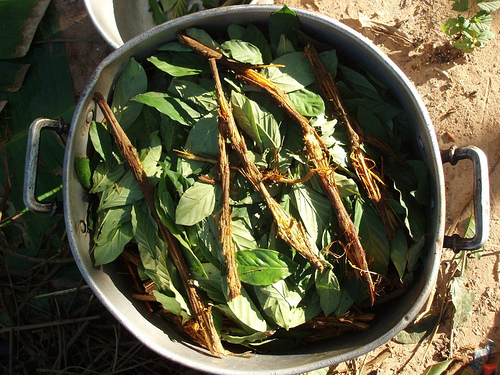
دمنوش اماده آیاهواسکا

افرادی که آیاهواسکا مصرف کرده‌اند گزارش می‌دهند که تجربیات عرفانی و مکاشفه‌های معنوی در رابطه با هدف خود بر روی زمین، ماهیت واقعی جهان و بینش عمیق در مورد این‌که چگونه می‌توانند بهترین شخصی باشند که می‌توانند. بسیاری از مردم همچنین اثرات درمانی، به ویژه در مورد بهبود افسردگی و آسیب‌های شخصی خود را گزارش می‌کنند.
بسیاری از مصرف‌کنندگان، تجربهٔ خود را به‌عنوان یک بیداری معنوی یا چیزی شبیه یک تجربهٔ نزدیک به مرگ یا تولد دوباره توصیف می‌کنند. اغلب گزارش شده‌است که افراد احساس می‌کنند به ابعاد معنوی بالاتری دسترسی پیدا می‌کنند و با موجودات معنوی مختلفی که می‌توانند به‌عنوان راهنما یا شفادهنده عمل کنند، تماس برقرار می‌کنند.
تجربیات افراد در زمانی که تحت تأثیر آیاهواسکا هستند می‌تواند بر اساس فرهنگ آن‌ها متفاوت باشد. غربی‌ها معمولاً تجربیات خود را با اصطلاحات روانشناختی مانند " مرگ نفس " توصیف می‌کنند و توهمات را با عنوان خاطرات سرکوب شده یا به‌صورت استعاره‌ای از حالات روانی خود درک می‌کنند. افراد بومی ایکیتوس، پرو (مرکز برگزاری مراسم آیاهواسکا)، تجربه و رؤیاهای خود را به‌عنوان انعکاس‌هایی از محیط خود می‌دانند، که گاهی شامل شخصی می‌شود که معتقدند باعث بیماری آن‌ها شده‌است.
ادعا شده‌است که افراد ممکن است تغییرات مثبت عمیقی را در زندگی پس از مصرف آیاهواسکا تجربه کنند.
استفراغ می‌تواند به‌دنبال بلع آیاهواسکا رخ دهد که توسط بسیاری از شمن‌ها و کاربران باتجربهٔ آیاهواسکا به‌عنوان یک پاک‌سازی و موضوعی ضروری پس از مصرف آیاهواسکا در نظر گرفته می‌شود که از دید آن‌ها نشان‌دهندهٔ آزاد شدن انرژی منفی و احساسات ایجاد شده در طول زندگی فرد است. برخی دیگر نیز اسهال و گرگرفتگی/لرز را گزارش می‌کنند.
مصرف آیاهواسکا همچنین می‌تواند باعث ناراحتی عاطفی و روانی قابل توجه اما موقتی شود. استفادهٔ بیش از حد ممکن است منجر به سندرم سروتونین شود (اگرچه سندرم سروتونین هرگز به‌طور خاص توسط آیاهواسکا ایجاد نشده‌است، مگر در رابطه با داروهای ضدافسردگی خاص مانند SSRIs). بسته به دوز، اثرات موقت آیاهواسکا می‌تواند شامل لرزش، حالت تهوع، استفراغ، اسهال، بی‌ثباتی اتونومیک، گرمازدگی، تعریق، اختلال در عملکرد حرکتی، آرام‌بخشی، آرامش، سرگیجه و اسپاسم عضلانی باشد. اثرات منفی طولانی مدت آیاهواسکا مشخص نیست.
چند مرگ مرتبط با مشارکت در مصرف آیاهواسکا گزارش شده‌است. برخی از مرگ و میرها ممکن است به‌دلیل بیماری‌های قلبیِ از قبل غربال نشده، تداخل با داروها، مانند داروهای ضدافسردگی، داروهای تفریحی، کافئین (به‌دلیل مهار CYP1A2 آلکالوئیدهای هارمال)، نیکوتین (از نوشیدن چای تنباکو) یا به‌دلیل استفادهٔ نادرست/غیر مسئولانه به‌دلیل خطرات رفتاری یا تداخلات احتمالی دارو با دارو باشد.

## ترکیب شیمیایی آیاهواسکا
آیاهوآسکا حاوی ترکیبات مختلفی است، از جمله DMT، MAOIs و سایر آلکالوئیدها. DMT یک ترکیب روانگردان است که باعث تغییر در حالت آگاهی می شود. MAOIs از تجزیه DMT در بدن جلوگیری می کنند، بنابراین اثرات آن را افزایش می دهند.